# Festival de Cine de Zúrich

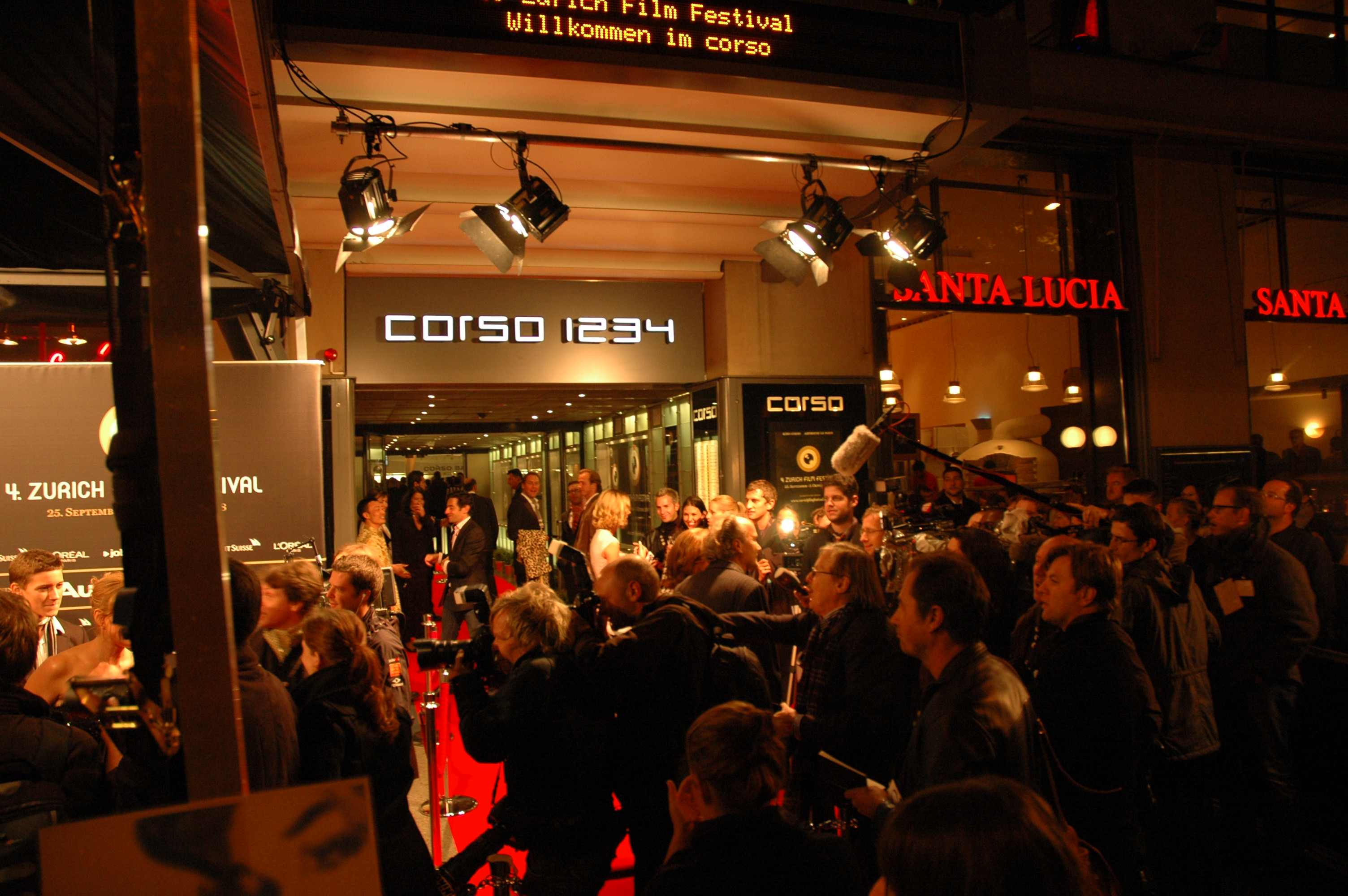
El Festival de Cine de Zúrich en 2008

El Festival de Cine de Zúrich (Zurich Film Festival) es un festival celebrado en la ciudad suiza de Zúrich. En el año 2016, tenía alrededor del 9.500 visitantes. 
El objetivo principal del festival es la presentación y promoción de nuevos talentos de todo el mundo. Se centra, de forma especial, en la búsqueda de nuevos talentos y productos cinematográficos de habla alemana. Junto a la proyección de películas, el festival, también, organiza una serie de eventos a como el de Zurich Master Class  y actúa como punto de encuentro internacional de la industria del Cine. El premio principal del festival es el Golden Eye, se les otorga a los ganadores de cada categoría, así como a los invitados de honor del festival.

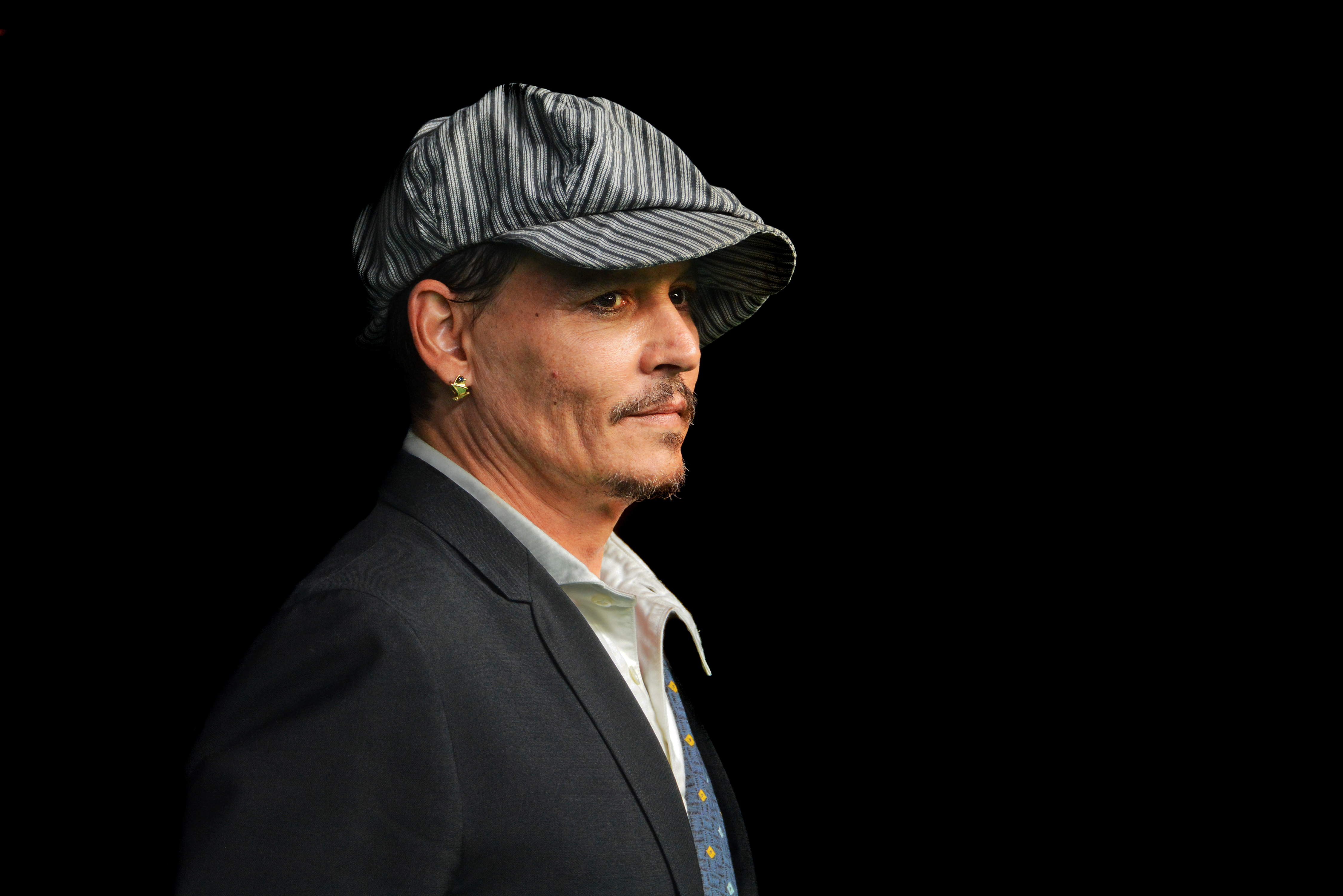
El actor Johnny Depp presenta su película "Richard Says Goodbye" en el Festival de Cine de Zúrich 2018

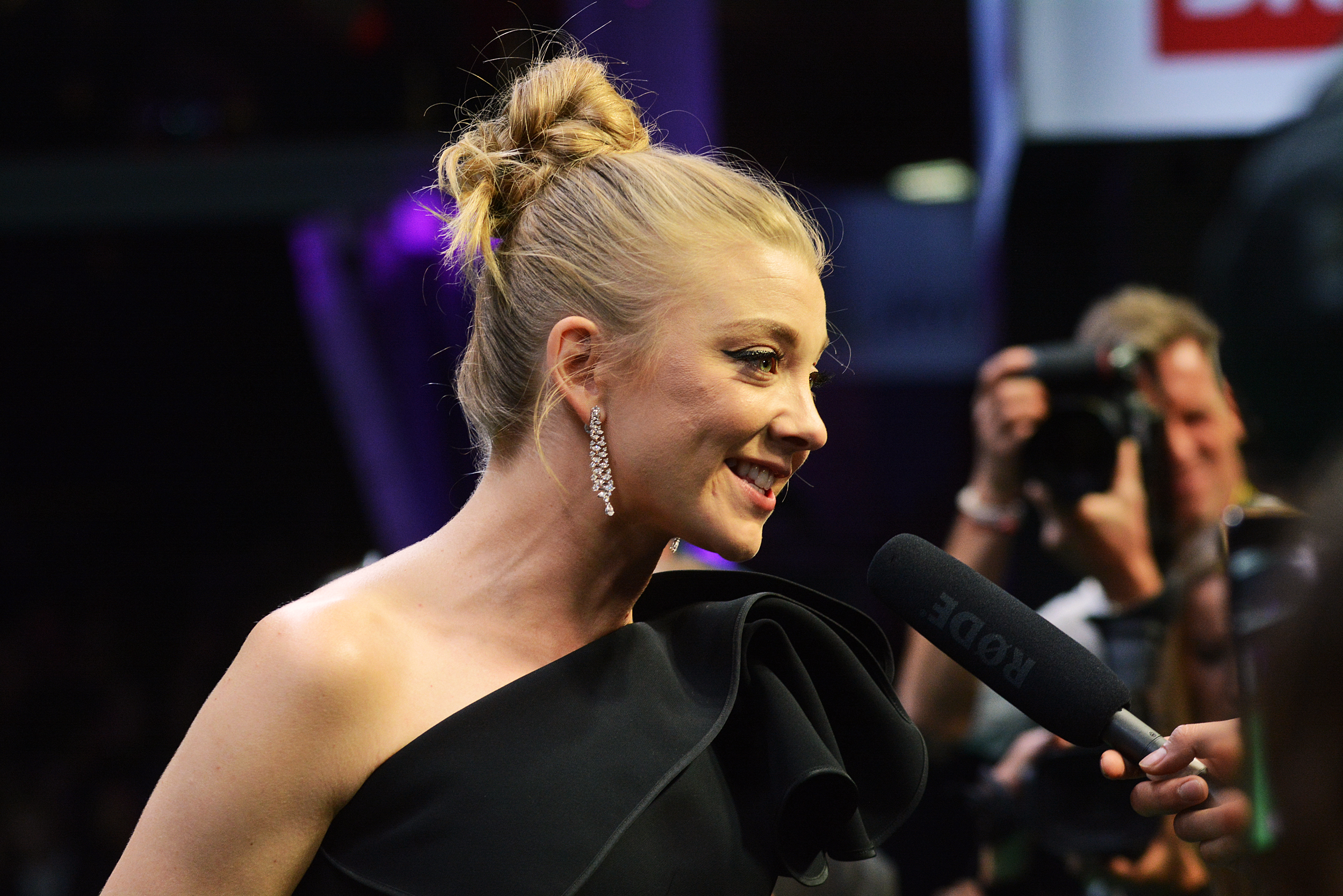
La actriz Natalie Dormer presenta su serie "El Misterio de Hanging Rock" en el Festival de Cine de Zúrich 2018.

El ZFF es organizado por las empresas Festival de Cine de Zúrich AG y la Spoundation Motion Picture AG en colaboración con las instituciones locales y distintos patrocinadores así como distribuidores internacionales. El festival nace en 2005 y fue fundado por Karl Spoerri junto con Nadja Schildknecht y Antoine Monot, Jr. Los actuales directores del festival son Karl Spoerri (director artístico) y Nadja Schildknecht (directora financiera).

## Secciones del festival

### Competición

#### Categorías del Concurso
Existen tres categorías principales:
- Internationaler Dokumentarfilmwettbewerb (Documental internacional)
- Internationaler Spielfilmwettbewerb (Cine internacional)
- Fokus Schweiz, Deutschland, Österreich (Sección especial Suiza, Alemania y Austria)

#### Premios: Golden Eye y premios en metálico
- Golden Eye: Al ganador de cada categoría, el jurado otorga un "Golden Eye" internacional y un premio de CHF 25'000 (Sección cine y documental), CHF 20'000 (Sección Especial) y CHF 10'000 (Concurso Internacional de música de Cine)
- Emerging Swiss Talent Award: premios otorgados a producciones Suizas. El premio en metálico es de CHF 10'000.
- Audience Award: Premio del público otorgado a través de votaciones tras la proyección.
- Critics' Choice Award: La Federación Suiza de periodistas de cine (SVFJ) otorga los "Critics' Choice Award" a la mejor ópera prima de entre las categorías del concurso 'Internacional Spielfilmwettbewerb' (sección cine Internacional) y 'Fokus Schweiz, Deutschland, Österreich' (Sección especial).

#### Miembros del jurado
El Jurado es el responsable de conceder un Golden Eye por categoría. 
| Año  | Categoría                                    | Presidente             | Jurado                                                                                 |
| ---- | -------------------------------------------- | ---------------------- | -------------------------------------------------------------------------------------- |
| 2016 | Internationaler Spielfilm                    | Lone Scherfig          | Graham Broadbent, David Farr, Sibel Kekilli                                            |
| 2016 | Internationaler Dokumentarfilm               | Mike Lerner            | Betzabé García, Firouzeh Khosrovani, Stéphane Kuthy, Nadav Schirman                    |
| 2016 | Fokus DE, AT, CH                             | Bettina Reitz          | Joel Basman, Nathalie Borgers, Micha Lewinsky, Devid Striesow                          |
| 2015 | Internationaler Spielfilm                    | Elizabeth Karlsen      | Rosa Attab, Yann Demange, Maria Furtwängler, Katja von Garnier                         |
| 2015 | Internationaler Dokumentarfilm               | Catherine Dussart      | Abbas Fahdel, Alexander Nanau, Havana Marking, Joelle Alexis                           |
| 2015 | Fokus DE, AT, CH                             | Nico Hofmann           | Nick Brandestini, Anika Decker, Alexander Fehling, Birgit Minichmayr                   |
| 2014 | Internationaler Spielfilm                    | Susanne Bier           | Donald De Line, Marie Masmonteil, Jasmila Zbanic                                       |
| 2014 | Internationaler Dokumentarfilm               | Steve James            | Nick Broomfield, Greg Gorman, Nishtha Jain                                             |
| 2014 | Fokus DE, AT, CH                             | Stefan Arndt           | Iris Berben, Jan-Ole Gerster, Peter Reichenbach, Anna Thommen                          |
| 2013 | Internationaler Spielfilm                    | Marc Forster           | Andrew Dominik, Thomas Imbach, Melissa Leo, Guneet Monga, Stacey Sher                  |
| 2013 | Internationaler Dokumentarfilm               | Elizabeth Radshaw      | Gabriel Mascaro, Ilian Metev, Eugene Panji                                             |
| 2013 | Deutschsprachiger Spielfilm                  | Veronica Ferres        | Jochen Laube, Rolf Lyssy, Manuela Stehr                                                |
| 2013 | Dokumentarfilmwettbewerb DE, AT, CH          | Markus Imhoof          | Tizza Covi, Sabine Gisiger                                                             |
| 2012 | Internationaler Spielfilm                    | Frank Darabont         | Deborah Aquila, Daniél Espinosa, Carlos Leal, Pietro Scalia, Michael Shamberg          |
| 2012 | Internationaler Dokumentarfilm               | Jessica Yu             | Mohamed Al-Daradji, Philippe Diaz, Janus Metz                                          |
| 2012 | Deutschsprachiger Spielfilm                  | Herbert Grönemeyer     | Peter Luisi, Florian Flicker, Julia Jentsch, Marcel Hoehn                              |
| 2012 | Deutschsprachiger Dokumentarfilm             | Gabriele Kranzelbinder | Martin Hagemann, Stefan Haupt, Mirjam von Arx                                          |
| 2011 | Internationaler Spielfilm                    | Laurence Fishburne     | Beki Probst, John Lesher, Paprika Steen, Alice Eve, Stefan Arsenjevic                  |
| 2011 | Internationaler Dokumentarfilm               | –                      | Charles Ferguson, John Battsek, Stephen Nemeth, Eline Flipse, Nino Kirtadze            |
| 2011 | Deutschsprachiger Spielfilm                  | –                      | Xavier Koller, Florian Keller, Pasquale Aleardi, Janine Jackowski, Florian Causen      |
| 2011 | Deutschsprachiger Dokumentarfilm             | –                      | Jacqueline Zünd, Christian Beetz, Güzin Kar, Vincent Lucassen                          |
| 2010 | Internationaler Spielfilm                    | Frank Langella         | Julia Solomonoff, Carlos Cuaron, Anatole Taubman, Sharon Swart, Barry Gifford          |
| 2010 | Internationaler Dokumentarfilm               | –                      | Chris Paine, Nenad Puhovski, Mark Lewis, Heidi Specogna, Jennifer Fox                  |
| 2010 | Deutschsprachiger Spielfilm                  | –                      | Johanna Wokalek, Christoph Schaub, Christof Neracher, Jessica Hausner, Frieder Wittich |
| 2009 | Internationaler Spielfilm                    | Debra Winger           | Pawel Pawlikowski, Randal Kleiser, Anahi Berneri, Dale Launer                          |
| 2009 | Internationaler Dokumentarfilm               | –                      | Peter Liechti, Erwin Wagenhofer, Elizabeth Wood                                        |
| 2009 | Deutschsprachiger Spielfilm                  | –                      | Niki Reiser, Martin Rapold, This Brunner                                               |
| 2008 | Internationaler Spielfilm                    | Peter Fonda            | Stephen Nemeth, Dror Shaul, Hervé Schneid, Michael Dougherty, Andrea Staka             |
| 2008 | Internationaler Dokumentarfilm               | –                      | Walter Hügli, Lorna Tee, Christian Frei                                                |
| 2007 | Internationale Spiel- und Dokumentarfilmjury | Albert S. Ruddy        | Moritz Bleibtreu, Justus von Dohnanyi, Bettina Oberli, Matthew Modine, Dieter Meier    |
| 2006 | Internationale Spiel- und Dokumentarfilmjury | Ed Pressman            | Jessica Schwarz, This Brunner, Ueli Steiger, Oliver Hirschbiegel                       |
| 2005 | Internationale Spiel- und Dokumentarfilmjury | Hellmuth Karasek       | Sabine Timoteo, Michael Steiner, Sigried Narjes, Shane Walter                          |

### Invitados de honor

#### A Tribute to...
| Año  | Nombre                   | Premio                 |
| ---- | ------------------------ | ---------------------- |
| 2016 | Olivier Assayas          | A Tribute to ... Award |
| 2015 | Mike Leigh               | A Tribute to ... Award |
| 2014 | Claire Denis             | A Tribute to ... Award |
| 2013 | Michael Haneke           | A Tribute to ... Award |
| 2012 | Tom Tykwer               | A Tribute to ... Award |
| 2011 | Paul Haggis              | A Tribute to ... Award |
| 2010 | Milos Forman             | A Tribute to ... Award |
| 2009 | Roman Polanski           | A Tribute to ... Award |
| 2008 | Costa-Gavras             | A Tribute to ... Award |
| 2007 | Oliver Stone             | A Tribute to ... Award |
| 2006 | Stephen Frears           | A Tribute to ... Award |
| 2005 | Rainer Werner Fassbinder | Retrospectiva          |

#### Golden Icon Award
| Año  | Nombre                | Premio            |
| ---- | --------------------- | ----------------- |
| 2016 | Hugh Grant            | Golden Icon Award |
| 2015 | Arnold Schwarzenegger | Golden Icon Award |
| 2014 | Diane Keaton          | Golden Icon Award |
| 2013 | Hugh Jackman          | Golden Icon Award |
| 2012 | Richard Gere          | Golden Icon Award |
| 2011 | Sean Penn             | Golden Icon Award |
| 2010 | Michael Douglas       | Golden Icon Award |
| 2009 | Morgan Freeman        | Golden Icon Award |
| 2008 | Sylvester Stallone    | Golden Icon Award |

#### Career & Lifetime Achievement Awards
| Año                         | Nombre                                                       | Premio                     |
| --------------------------- | ------------------------------------------------------------ | -------------------------- |
| 2016                        | Marcel Hoehn                                                 | Lifetime Achievement Award |
| Lorenzo di Bonaventura      | Career Achievement Award                                     |                            |
| 2015                        | Armin Mueller-Stahl                                          | Lifetime Achievement Award |
| Steve Golin, Liam Hemsworth | Career Achievement Award, Golden Eye Award: The New A-Lister |                            |
| 2014                        | Michael Shamberg                                             | Career Achievement Award   |
| Hans Zimmer, John Malkovich | Lifetime Achievement Award, Golden Eye Award                 |                            |
| 2013                        | Tim Bevan & Eric Fellner                                     | Career Achievement Award   |
| Harrison Ford               | Lifetime Achievement Award                                   |                            |
| 2012                        | Jerry Weintraub                                              | Career Achievement Award   |
| John Travolta, Helen Hunt   | Lifetime Achievement Award, Golden Eye Award                 |                            |
| 2011                        | Alejandro González Iñárritu                                  | Career Achievement Award   |
| 2010                        | –                                                            | –                          |
| 2009                        | Michael Keaton                                               | Lifetime Achievement Award |

## Secciones

### Concurso Internacional de Música de Cine
Desde 2012, una parte muy importante del festival es el concurso de música Internacional de cine (International Filmmusikwettbewerb). El concurso está organizado conjuntamente por Festival de Cine de Zúrich y la orquesta de la Tonhalle de Zúrich. Está enfocado al descubrimiento de nuevos talentos en el mundo de la composición de bandas sonoras, especialmente el de aquellos que, pese a disponer de una trayectoria profesional, no han obtenido el reconocimiento merecido . El concurso consiste en musicalizar una película y escribir la partitura para una orquesta de 70 miembros. Son elegidas 5 de todas las composiciones. La noche del estreno, cada una de las obras se interpreta en directo y el jurado otorga el prestigioso "Golden Eye" al mejor compositor internacional de música de cine y un premio de CHF 10'000. 
| Año  | Compositor         | País           |
| ---- | ------------------ | -------------- |
| 2012 | Michael Künstle    | Suiza          |
| 2013 | Laurent Courbier   | Francia        |
| 2014 | Leeran Z. Raphaely | Estados Unidos |
| 2015 | Faris Badarni      | Israel         |
| 2016 | Javier Bayon       | España         |

### Tratamiento De La Competencia
En el Año 2013, inaugurada en Suiza, la Radio y la Televisión (SRF) y Telepool, en Colaboración con el Festival de Cine de Zúrich un Tratamiento De Competencia. Autoras y Autores de un Tratamiento para un largo Cine o Fernsehspielfilm presentar. El Trabajo debe tener una fuerte Relación con Suiza, el tener, ya sea en su contenido, a través de los Personajes que a través de la produktionellen Condiciones. El Precio del Tratamiento De Competencia es con CHF 5'000 dopado. Además, el Ganador recibirá un contrato de Desarrollo con un Valor de hasta CHF 25'000 para la Creación de un guion para un Largometraje de ficción para TV o Cine.

### ZFF para Niños
El 9. Festival de Cine de zúrich fue el programa con otro premio del Público ampliado. El objetivo de la Serie es que los Niños y los Jóvenes exigentes cultura cinematográfica más allá de la Corriente principal, y sus conocimientos en una de las Imágenes de Mundo dominado por fortalecer. Las películas infantiles de Primaria, en el Original se muestra en paralelo y en vivo en Español formuló una protesta. Para la educación Secundaria, ya sea de habla alemana, Películas o Películas en lengua extranjera con Subtítulos en alemán.